# Oxytropis sulphurea
Oxytropis sulphurea là một loài thực vật có hoa trong họ Đậu. Loài này được (DC.) Ledeb. miêu tả khoa học đầu tiên.